# Kotlina Południowosłowacka
Kotlina Południowosłowacka (516.1; słow. Juhoslovenská kotlina) – makroregion fizycznogeograficzny w Wewnętrznych Karpatach Zachodnich w środkowej Słowacji i w północno-wschodnich Węgrzech. 
Kotlina Południowosłowacka, według geografów polskich, stanowi pas szerokich 20 do 50 km obniżeń o przebiegu w przybliżeniu równoleżnikowym, dzielących pasma górskie Łańcucha Rudaw Słowackich na północy od pasm Średniogórza Północnowęgierskiego na południu. Składa się z kilku szerokich kotlin rozłożonych jedna za drugą i z jednej wyżyny, zamykającej ją od zachodu. Licząc od zachodu, są to następujące jednostki: 
- 516.11 Pogórze Krupińskie
- 516.12 Kotlina Ipolska
- 516.13 Kotlina Łuczeńska
- 516.14 Kotlina Rimawska
- 516.15 Kotlina Borsod

Pogórze Krupińskie jest zbudowane ze skał wulkanicznych. Kotliny są wypełnione trzeciorzędowymi osadami morskimi o miąższości 3-4 km. 
Geografia słowacka również wyróżnia Kotlinę Południowosłowacką (Juhoslovenská kotlina) jako odrębny region fizycznogeograficzny, ale zalicza do niej tylko trzy kotliny - Ipelską (Ipeľská kotlina), Łuczeńską (Lučenecká kotlina) i Rimawską (Rimavská kotlina), Pogórze Krupińskie (Krupinská planina) zaliczając do regionu Średniogórza Słowackiego (oblasť Slovenské stredohorie) i w ogóle pomijając kotlinę Borsod jako leżącą w całości na Węgrzech. Ponadto odmiennie ją klasyfikuje - wraz z Kotliną Koszycką (Košická kotlina) i Pogórzem Bodwiańskim (Bodvianska pahorkatina - w Polsce uznawane za część wyżyny Cserehát) Kotlina Południowosłowacka tworzy region "Obniżenia luczeńsko-koszyckie" (oblasť Lučensko-košická zníženina). 